# Chang Chia-juch

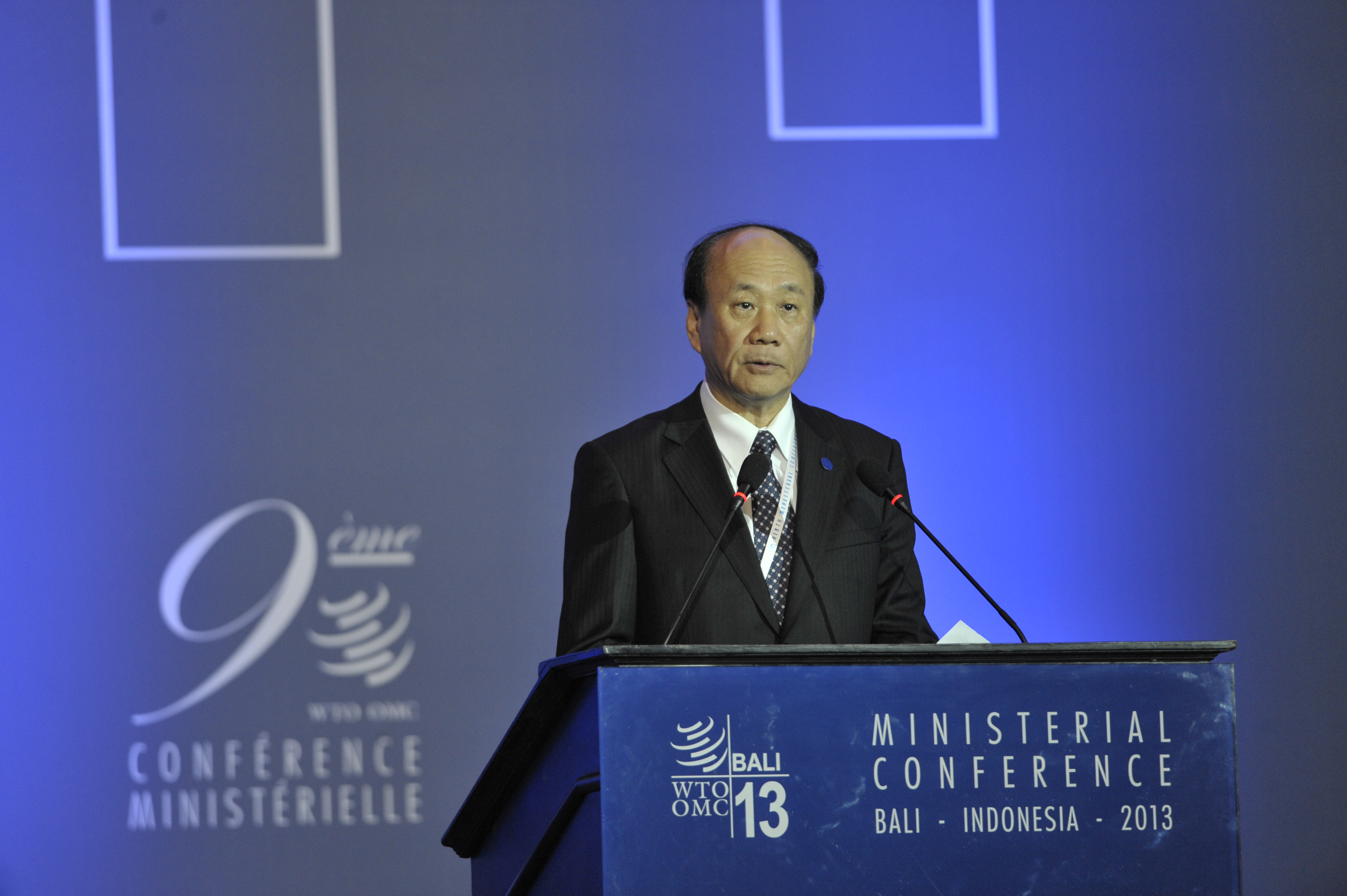
Chang Chia-juch (2013).

Chang Chia-juch (chinesisch 張家祝, Pinyin Zhāng Jiāzhù; * 25. Juni 1950 in Taiwan) ist ein taiwanischer Wirtschaftsmanager und Politiker der Kuomintang, der unter anderem von 2013 bis 2014 Wirtschaftsminister im Exekutiv-Yuan war.

## Leben
Chang Chia-juch begann nach dem Schulbesuch ein Studium im Fach Bauingenieurwesen an der Cheng-Kung-Nationaluniversität (NCKU), das er 1973 mit einem Bachelor of Science (B.S. Civil Engineering) beendete. Ein darauf folgendes postgraduales Studium im Fach Bauingenieurwesen an der California State University at San José schloss er 1976 mit einem Master of Science (M.S. Civil Engineering) ab. Darüber hinaus er beendete er 1979 seine Promotion zum Doctor of Philosophy (Ph.D.) an der Purdue University in West Lafayette. Nachdem er zwischen 1979 und 1981 als Assistenzprofessor an der Abteilung für Bauingenieurwesen der Marquette University in Milwaukee lehrte, war er nach seiner Rückkehr 1981 zunächst außerordentlicher Professor sowie daraufhin zwischen 1982 und 1987 Professor und Direktor des Instituts für Verkehr und Transport der Chiao-Tung-Nationaluniversität (NCTU) in Hsinchu. Danach war er zwischen 1987 und 1995 Generaldirektor des Instituts für Verkehr, das zum Ministerium für Kommunikation beziehungsweise seit dem 31. Juli 1991 zum Ministerium für Verkehr und Kommunikation gehörte.
1995 wurde Chang stellvertretender Minister für Verkehr und Kommunikation und war als solcher unter den Ministern Liu Chao-shiuan (1993 bis 1996), Tsay Jaw-yang (1996 bis 1998), Lin Fong-cheng (1998 bis 2000) George Chen (2000), Yeh Chu-lan (2000 bis 2002) und Lin Ling-san (2002 bis 2006) bis 2005 für Verwaltungsangelegenheiten des Ministeriums zuständig. Im Anschluss war er von 2005 bis 2008 Präsident der Chung-Hua-Universität (CHU) in Hsinchu und fungierte im Anschluss zwischen 2008 und 2010 als Vorstandsvorsitzender und Chief Executive Officer (CEO) der China Steel Corporation, des größten Stahlherstellers in Taiwan. Danach war er von 2008 bis 2010 zunächst Vorstandsvorsitzender sowie zwischen 2010 und 2011 Vorstandsmitglied der Kaohsiung Rapid Transit Corporation, die das U-Bahn-System Kaohsiung Mass Rapid Transit (KMRT) betreibt, und schließlich von 2011 bis 2013 Vorstandsvorsitzender der Fluggesellschaft China Airlines.
Chang Chia-juch, der darüber hinaus über 90 Beiträge zum Thema Verkehr in Fachzeitschriften veröffentlichte, wurde am 18. Februar 2013 im Exekutiv-Yuan, der Regierung Taiwans, als Nachfolger von Shih Yen-shiang in das Kabinett von Premierminister Jiang Yi-huah. Während seiner Amtszeit kam es am 24. April 2013 zum Ausbruch der Vogelgrippe H7N9. Im Mai 2013 erklärte er, sein Ministerium werde weiterhin Maßnahmen zur Ankurbelung inländischer Investitionen und Exporte fördern. Im Mai 2014 forderte er die Volksrepublik China auf, „pragmatische Antworten“ auf die zentralen Probleme zu geben, die den Fortschritt der Gespräche über ein geplantes Dienstleistungshandelsabkommen zwischen beiden Seiten der Taiwanstraße behindern. Nach den Gasexplosionen in Kaohsiung trat er am 10. August 2014 von seinem Amt zurück, obwohl ihm keine persönliche Schuld am Unglück nachgewiesen wurde und wurde daraufhin vom bisherigen stellvertretenden Wirtschaftsminister Woody Duh abgelöst.